# Ruschia clavata
Ruschia clavata är en isörtsväxtart som beskrevs av L. Bol. Ruschia clavata ingår i släktet Ruschia och familjen isörtsväxter. Inga underarter finns listade i Catalogue of Life.